# 폴 기욤

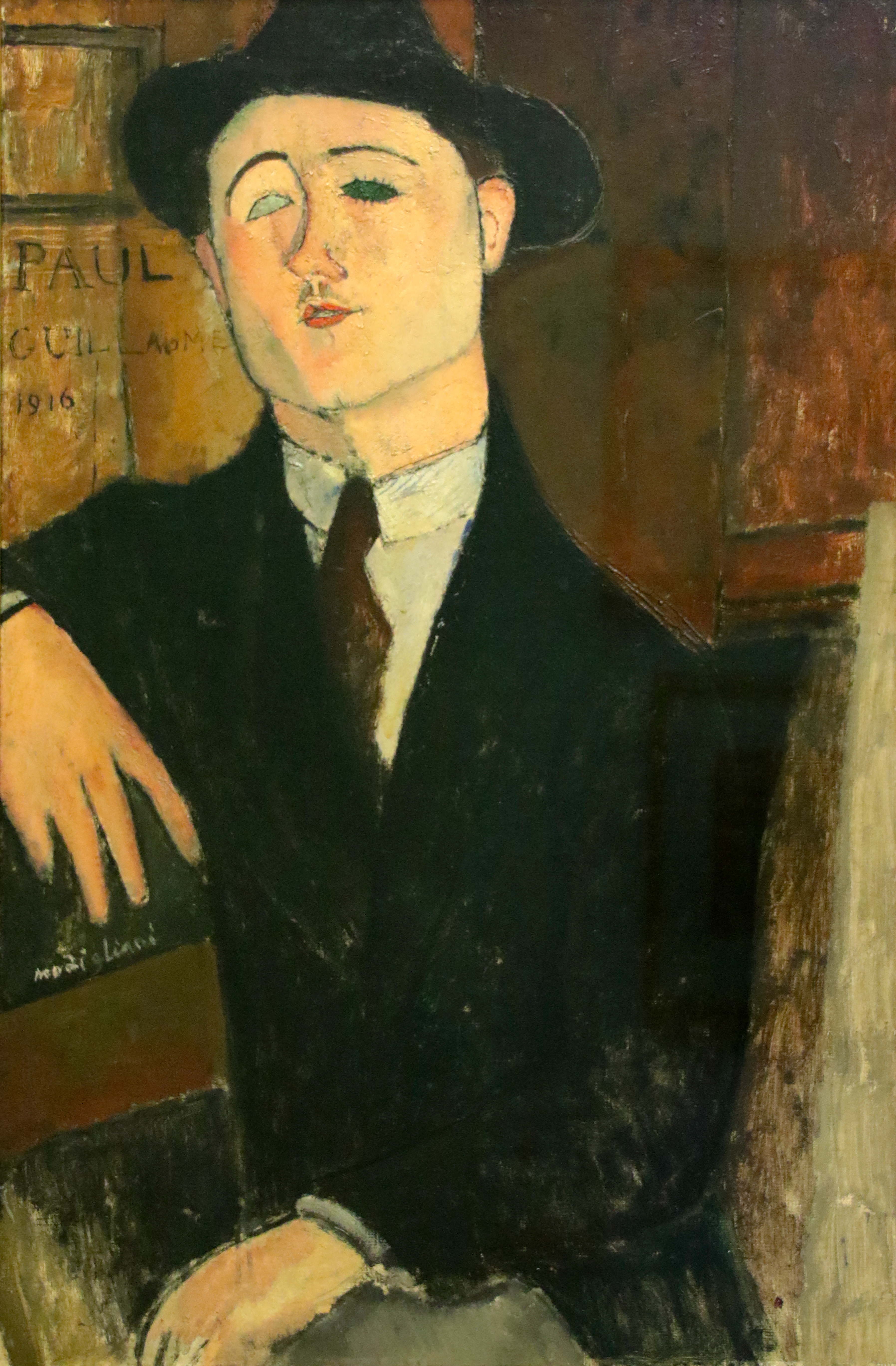

폴 기욤(Paul Guillaume, 1891년 ~ 1934년)은 프랑스의 미술상이다. 카임 수틴과 아메데오 모딜리아니의 딜러였으며 아프리카의 미술 전시를 조직한 최초의 인물들 중 한 명이다.
앙리 마티스, 콘스탄틴 브랑쿠시, 파블로 피카소, 조르조 데 키리코 등 당시 최고의 예술가들로부터 수많은 작품들을 사고팔았다.